# سباق طواف فرنسا 1985
سباق طواف فرنسا 1985 من سلسلة سباقات سباق طواف فرنسا. أقيم هذا السباق في تاريخ 28 يونيو - 21 يوليو 1985 على 22+Prologue, including one split stage مراحل. بعد مرور 113 ساعة و24 دقيقة و23 ثانية وبعد طي 4109 كم بمتوسط 36.232 كم في الساعة فاز بالميدالية الذهبية برنار هينو من فرنسا، فيما حصد جريج ليموند من الولايات المتحدة الميدالية الفضية، وكانت الميدالية البرونزية من نصيب ستيفن روشي من أيرلندا.

## الميداليات
| ذهب                | فضة                            | برونز                |
| برنار هينو - فرنسا | جريج ليموند - الولايات المتحدة | ستيفن روشي - أيرلندا |